# الساندرو کامیسا
الساندرو کامیسا (انگلیسی: Alessandro Camisa؛ زادهٔ ۱۳ آوریل ۱۹۸۵) بازیکن فوتبال اهل ایتالیا است.
از باشگاه‌هایی که در آن بازی کرده‌است می‌توان به باشگاه فوتبال لچه، باشگاه فوتبال ویچنزا، و باشگاه فوتبال وارزه اشاره کرد.
وی همچنین در تیم‌های ملی فوتبال زیر ۱۹ سال ایتالیا بازی کرده‌است.